# Villa Medicea di Camugliano

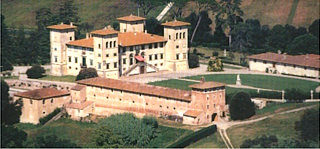
Vista geral da Villa Medicea di Camugliano.

A Villa Niccolini, antiga Villa Medicea di Camugliano, é um palácio italiano que se encontra a leste de Ponsacco, Província de Pisa, nas proximidades dum pequeno burgo de origem feudal, Camugliano.
A zona, na base duma área de colinas entre os vales do Era e do Cascina, foi escolhida pelo Duque Alexandre de Médici para realizar uma grandiosa residência ao centro duma extensa propriedade. A zona também tinha um papel estratégico, uma vez que os interesses dos Médici estavam sempre voltados para a planície pisana, com uma políca de expansão em direcção ao mar que foi seguida pelos sucessivos grão-duques.
A villa encontra-se numa posição cenográfica no final duma alameda de cupressus, e domina, com a sua compacta estrutura cúbica e os quatro possantes torres angulares, a zona circundante.
A villa recorda muito uma estrutura fortificada, com as bases das torres realçadas (a "scarpatura") e os ângulos reforçados, enquanto a praça que a antecede, na qual a villa se ergue majestosa, foi criada para acolher uma praça de armas.
Este relvado, no qual se ergue a estátua quinhentista do Ercole che uccide l'Idra ("Hércules que mata a Hidra"), obra de  Giovanni Bandini, é delimitado por dois corpos simétricos, usados como escudaria e casernas.
O uso militar das villas voltou a ser necessário, de facto, depois da insurreição anti-medicea de Pisa (1494) e de Valdarno (1530), contra as quais foram construídas esta Villa Medicea di Camugliano e, mais tarde, a sua gémea Villa Medicea dell'Ambrogiana, em Montelupo Fiorentino.
Na segunda metade do século XVI, Cosme I doou a villa de Camugliano a Giuliano Gondi pelos serviços prestados à Casa Médici. Em seguida foi cedida a Matteo Botti que, depois de ser investido com o título de Marquês de Campiglia d'Orcia por Cosme II, a devolveu ao grão-duque, com uma escritura datada de 25 de Dezembro de 1615.
No dia 23 de Setembro de 1637, os Médici, na pessoa do Grão-duque Fernando II, renunciaram definitivamente à villa e à propriedade de Camugliano, vendendo-a ao Senador Filippo Niccolini, que ao mesmo tempo foi nomeado Marquês de Camugliano e de Ponsacco.
A família Niccolini promoveu algumas modificações à estrutura original, como a escadaria com dupla rampa que liga a fachada e a loggetta  de entrada, no primeiro andar, com a praça em frente. Em seguida, a loggetta foi fechada por grandes vidraças, enquanto o parque circundante era organizado segundo a moda dominante dos jardins à inglesa. Frente à villa foi criada uma cenográfica fronteira elíptica com sebes, decorada com bustos em mármore, que ainda hoje abraça a praça.
A villa mantém-se até à actualidade como propriedade privada e não é visitável.